# Václav Vondřich
Václav Vondřich (18. dubna 1874, Libeň – 12. srpna 1943, Praha) byl český cyklistický, motocyklový a automobilový závodník, jehož kariéra je spjata se značkou Laurin & Klement.

## Rodina
Otec Josef Vondřich se do Libně, tehdy samostatné obce na pražské periferii, přestěhoval z Hořovic a spolu se svým bratrem Augustinem zde měl pilníkářskou dílnu. Oba patřili k nadšeným příznivcům cyklistiky a dokonce si vyrobili vlastní velocipédy s dřevěnou kostrou. Josef se na tomto bicyklu také zúčastnil slavnostního průvodu při zahájení stavby Národního divadla v roce 1868. V tomto prostředí samozřejmě Václav už od dětství inklinoval k témuž sportu a v roce 1890 si pořídil první vysoké kolo. Téhož roku složil u strýce Augustina tovaryšskou zkoušku a nejprve vykonával pilníkářské řemeslo v dílně svého strýce, v letech 1895–1897 pak pracoval v zámečnické dílně Bedřicha Merfaita na výrobě a opravách bicyklů.
Jeho bratranec byl Augustin Vondřich ml. (1880 - 1958), ve své době též významný cyklistický závodník, výrobce a prodejce kol vlastní značky AVON, jakož i zastupitel mnohých jiných značek, vydavatel časopisu »Cyklista« a sběratel historických jízdních kol.

## Závodní kariéra a spolupráce s L&K

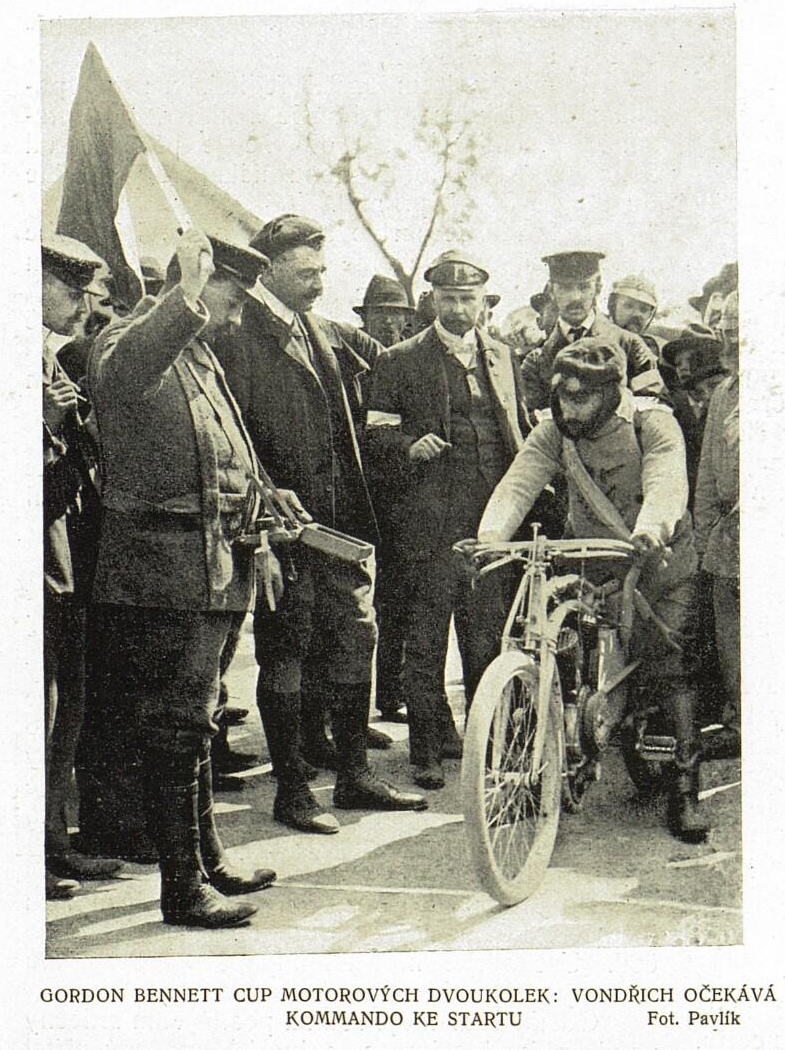
Václav Vondřich na startu závodu, 1905

Prvního velkého závodu se Václav Vondřich zúčastnil až jako devatenáctiletý: při snad prvních cyklistických závodech na českém území v roce 1893 obsadil ve Valašském Meziříčí jedno první a jedno druhé místo. V témže roce se zúčastnil delšího závodu Praha–Pardubice, ale čas 3 hodiny 54 minut na oceněné umístění nestačil. Krátce poté si už pořídil první „bezpečník“ neboli klasické nízké jízdní kolo.
V roce 1897 si Václav Vondřich otevřel vlastní zámečnickou dílnu a začal se věnovat montáži bicyklů ze součástek, odebíraných jak od mladoboleslavské továrny Laurin & Klement, tak od společnosti BSA, kterou dokonce v Praze oficiálně zastupoval. Když se mu pak Václav Klement v roce 1899 pochlubil moderním motocyklem vlastní výroby, po delším váhání a na radu svého bývalého mistra Merfaita zakoupil mírně ojetý motocykl Slavia. V roce 1902 složil úřední šoférskou zkoušku a získal pražský vůdčí list s evidenčním číslem 26.
Výbornému cyklistovi Vondřichovi síla motocyklu učarovala. Už 31. 8. 1902 se účastnil prvního motocyklového závodu na českém území: 195 km dlouhého okruhu na trase Poděbrady–Turnov–Hradec Králové–Poděbrady. Na stroji Slavia 1a1/2 HP dosáhl třetího místa z pěti účastníků (firma L&K byla spoluorganizátorem závodu, který pro ni byl zejména marketingovou záležitostí). Na pískové dráze v Praze–Bubnech, jejíž ovál měřil 330 m, vykroužil nonstop 200 kol a deklasoval veškerou konkurenci.
V září 1902 zvítězil v Semmeringu v závodech do vrchu, kde na trase 10 km dlouhé zdolávali závodníci převýšení 400 m – Vondřich tuto trasu zdolal průměrnou rychlostí 56,3 km/h a nutno dodat, že v tomto závodě pak vyhrál ještě pětkrát. Během krátké doby také třikrát zvítězil na dráze ve vídeňském Prátru (240 kol, na letmém kilometru vytáhl z dvoukoňového motocyklu 75 km/h), jednou v Berlíně, výborně si vedl i na soutěžích v Itálii. Tak vynikající výsledky samozřejmě stály za to, aby dosavadního závodníka–externistu v jeho domě navštívil samotný Václav Klement a dne 26. 2. 1904 spolu sepsali první řádnou smlouvu, ve které se Vondřich upsal v sezóně 1904 startovat pouze na motocyklech Slavia (smlouva pamatovala na řádné odměny už za startovné, na odměnu za získání 1. nebo 2. ceny, na náhradu jízdného atd., firma L&K se zavázala ke každému závodu připravit vhodný motocykl zápůjčkou a krom toho Vondřicha úrazově pojistit). Oficiálně však Vondřich stále zůstával řemeslníkem-pilníkářem.
V sezoně 1904 se Vondřich účastnil jak tehdy obvyklého slavného vrchařského závodu na Semmeringu (kde opět zvítězil), tak zejména prvního ročníku závodu Coupé Internationale pořádaného Automobile Club de France a inspirovaného automobilovým Pohárem Gordona Benneta. Závod se konal 25. 9. 1904 ve francouzském Dourdanu a šlo de facto o první mezinárodní motocyklistický závod na světě. Tento závod se skládal z pěti kol po 54 kilometrech, které musel jezdec absolvovat během 6 hodin. Vondřich na stroji Slavia 2,5 HP se stal jednou z obětí mizerného zabezpečení a zlomyslně rozsypaných hřebíků na šotolinové silnici: v prvním kole jasně vedl o pět minut před Demeesterem na motocyklu Griffon, ve druhém kole dokonce o deset minut, ale ve třetím kole mu hřebík propíchl přední kolo motocyklu a následoval pád. Jezdec přežil bez významných zranění, dokonce dokázal ucpat proraženou nádrž, opravit defekt kola a znovu se vydat na trať, ale časovou ztrátu už nedohnal a časem 6:18:44 ani nesplnil klasifikační podmínky. Byl však pátým jezdcem, který závod vůbec dokončil. Několik dní poté pak ještě zvítězil v závodě na trase Praha – Písek a v říjnu obsadil druhé místo na soutěži v italské Padově.

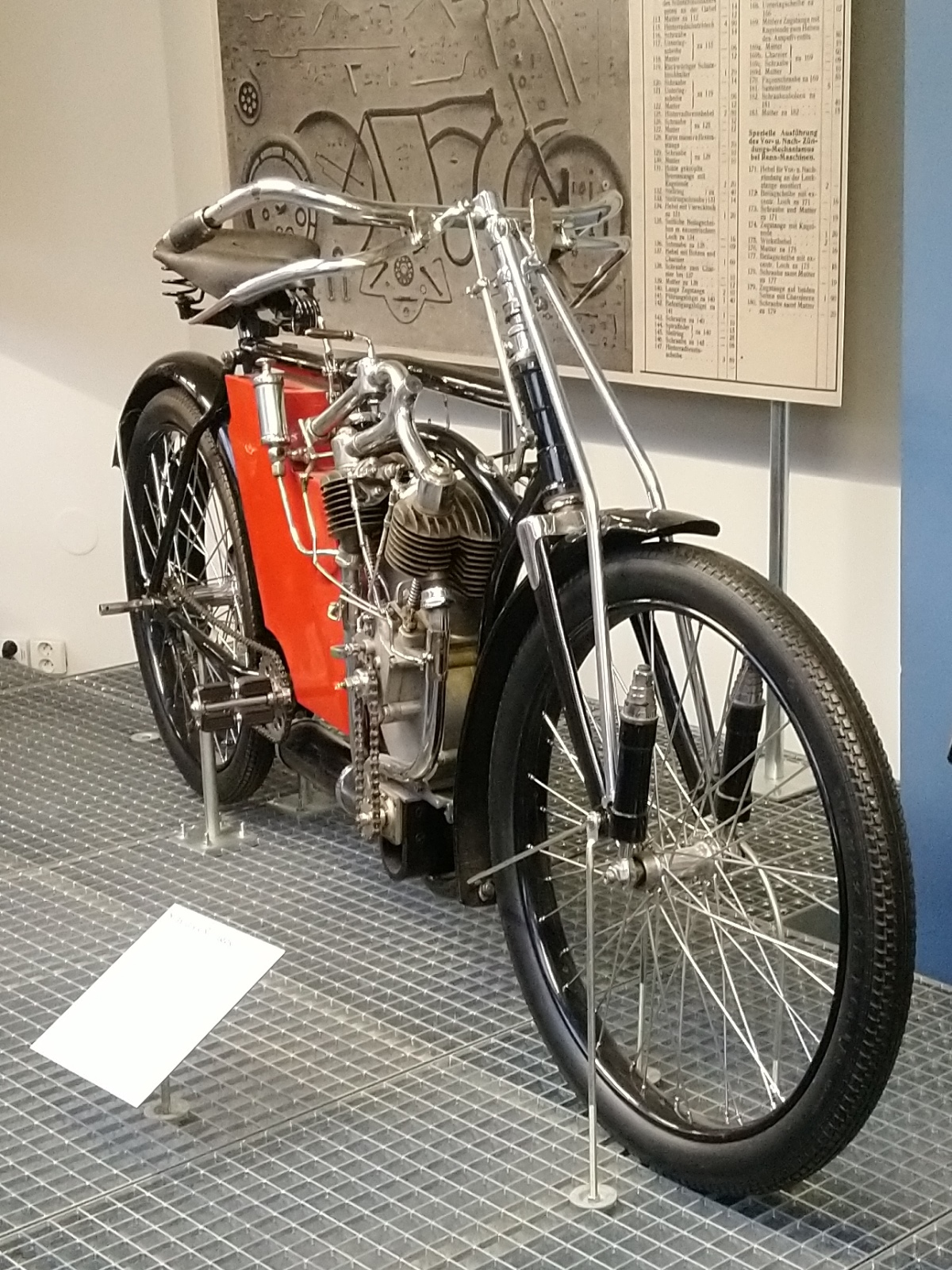
Slávia CCR – s tímto typem motocyklu Václav Vondřich zvítězil na Dourdanu 1905

V sezóně 1905 se kromě tradičního vítězství na Semmeringu a umístění v několika dalších závodech Vondřich duševně i technicky připravoval zejména na 2. ročník mistrovství světa, který se konal v Dourdanu 25. 6. 1905. Ve volných chvílích co nejčastěji a nejrychleji jezdil po nejhorších silnicích, trénoval opravy a výměny pneumatik, dokonce si nechal u dobrovického sedláře Radličky ušít důkladnou koženou brašnu na záda, ve které vozil nářadí a součástky „pro všechny případy“, včetně benzinové letlampy a cínu. Dvacetikilová brašna na zádech mu sice vynesla posměšné označení „cestující kovář“, ale ukázalo se, že ji nakonec vůbec nepotřeboval. Na stroji Slavia CCR o objemu 812 cm³ sice ještě po prvním kole ztrácel na soupeře Demeestera 21 sekund, na konci druhého kola už však vedl o jednu sekundu, po třetím kole o tři sekundy a stále zvyšoval tempo (okolo časoměřičů projel rychlostí 105 km/h), po čtvrtém kole měl náskok dvě minuty a v pátém zvítězil s impozantním časem 3:05:17 na trati dlouhé 270 km, čímž se stal mistrem světa pro rok 1905. Soupeř Demeester, který se za ním opozdil o 9 minut, byl navíc záhy diskvalifikován pro nedovolenou technickou podporu na trati. Kuriózní je, jaký výdělek za toto vítězství Vondřich obdržel: poté, co ho Klement diskrétně upozornil, že mu docházejí peníze a musejí se ještě dostat vlakem zpět do Boleslavi, si Václav skromně řekl jen o jeden pár francouzských pánských límečků k obleku... Kromě toho se Vondřichovi dostalo i ocenění společenského a kolínský kapelník František Kmoch na jeho počest složil kvapík „Na motoru“.
Dourdanské vítězství bylo však jedním z posledních triumfů firmy Laurin & Klement v motocyklovém sportu. Francouzská reprezentace se totiž odmítla účastnit připravovaného dalšího ročníku, který se měl konat v zemi vítěze (na okruhu v Pacově). To vznětlivého Klementa urazilo a prohlásil, že jeho značka se tedy závodu také nezúčastní. Toho se snažila využít konkurenční rakouská značka Puch, která se snažila Vondřicha získat pro další ročník vrchařského závodu v Semmeringu s tím, že jen za účast dostane pět tisíc korun a dalších pět tisíc za případné vítězství. Vondřich však odmítl zradit českou značku a téhož roku znovu zvítězil i na Semmeringu.
Osobně však Vondřich prožíval velké problémy: časté prašné prostředí na silničních závodech si vybralo daň v podobě oslabení organismu, a v prosinci 1906 u něj vypukla tuberkulóza. Rodina i továrna se však postaraly o dobrou lékařskou péči a projevy nemoci během několika týdnů ustoupily.

## Zaměstnanec L&K a Škody
Částečně uzdravený, ale oslabený Vondřich se musel dočasně vzdát závodění a ani pilníkářskému řemeslu se nemohl věnovat. Slávy jeho jména tak využila automobilka a od 1. 3. 1906 ho zaměstnala jako vedoucího prodejny automobilů a motocyklů L&K v Praze na Havlíčkově náměstí. Tuto funkci pak Vondřich vykonával přes třicet let.
V roce 1909 se vrátil k závodění. Na Semmeringu v tomto roce zvítězil v kategorii automobilů – a kuriozitou je, že spolujezdce mu v tomto závodě dělal sám Václav Klement, který zastoupil vyčerpaného montéra Krutského. V témže roce si Vondřich nechal v rodné Libni ve Fügnerově (dnes Zenklově) ulici postavit nový dům, na jehož fasádu umístil reliéf inspirovaný slavnou fotografií po vítězství v Dourdanu.

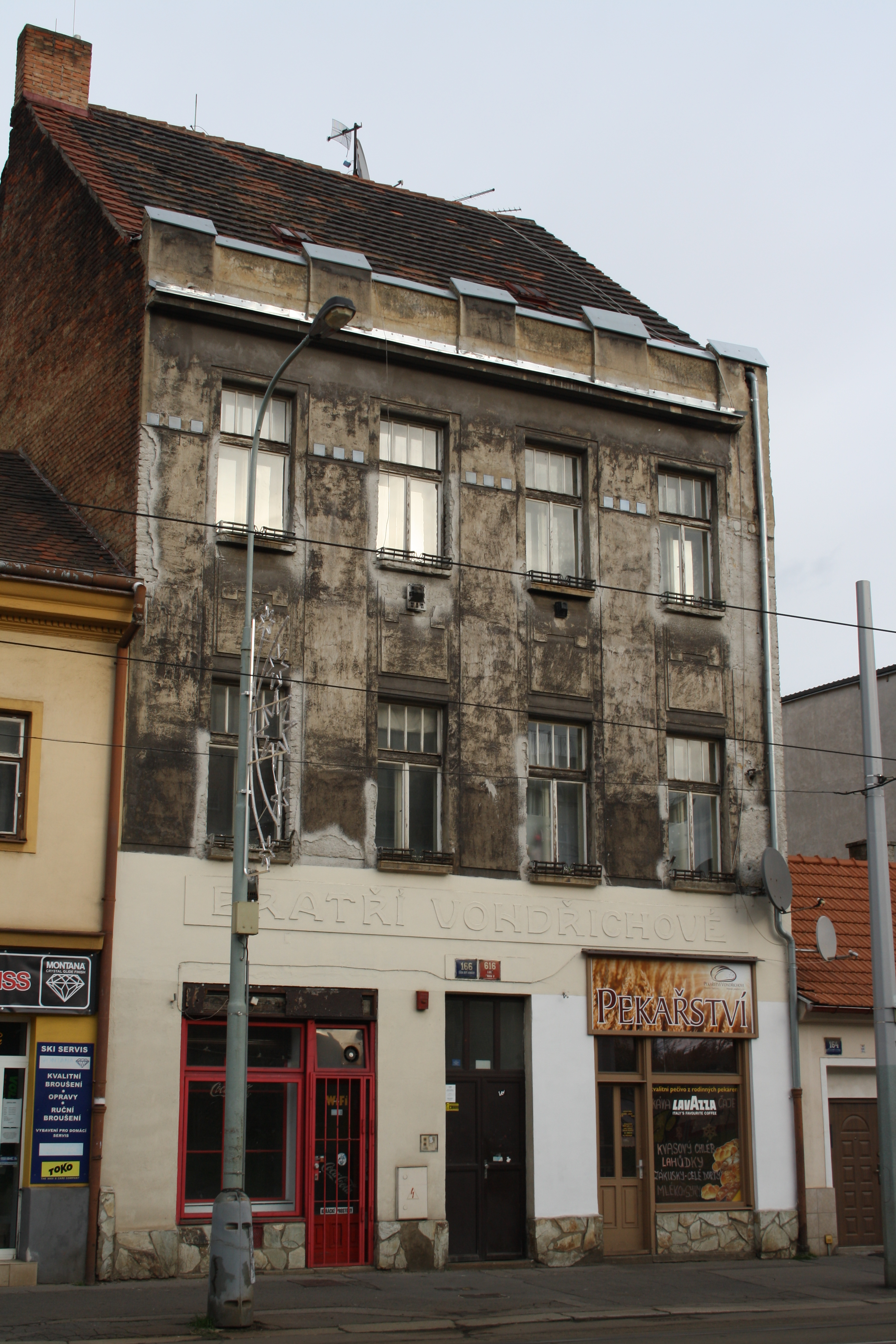
Dům, který si nechal V. Vondřich postavit v Libni (vzhled v prosinci 2017)

Roku 1911 se zúčastnil Mamutí automobilové soutěže v Rusku, jejíž trasa ze Sankt-Petěrburgu přes Moskvu do Sevastopolu měřila 2400 km a kde značka L&K v kategorii jednotlivců zvítězila, v kategorii týmů získala 2. místo za vozy Mercedes-Benz. O několik dní později se tři posádky účastnily ještě Kavkazského poháru, ale už bez Vondřicha, který se s ostatními vydal po vlastní ose zpět do Mladé Boleslavi. V témže roce se účastnil také automobilového závodu v Monte Carlu a v Prátru (kde zvítězil jak v závodě na 1 km s letmým startem, tak v závodě na 100 km) a o rok později byl ještě mezi vítězi Závodu Zbraslav–Jíloviště, ale to již byla skutečně labutí píseň jeho závodnické kariéry. V té době však už měl lichotivou přezdívku „král karburace“.
V roce 1913 u Vondřicha vypukla znovu tuberkulóza. Na Klementovu výzvu odcestoval do Davosu, kde se na náklady automobilky úspěšně vyléčil – Klementovi totiž bylo jasné, že samotné Vondřichovo jméno na pozici vedoucího prodejny v Praze je jak zárukou solidnosti, tak i dobrým reklamním tahem. Ve stejné filozofii pokračovala i nová pracovní smlouva, resp. „služební ujednání“ z roku 1925, tj. po akvizici automobilky plzeňským koncernem Škoda: Vondřichovi kromě jiného zaručovala čtyřtýdenní dovolenou, příplatek za pobyt v Praze, drahotní (inflační) příplatek, šestiměsíční výpovědní lhůtu s dvanáctiměsíčním odchodným atd.
Není jasné, kdy Vondřichova smlouva se Škodou vypršela. Je pravděpodobné, že se tak stalo až po roce 1940, kdy byl prodej osobních automobilů pro civilisty prakticky zastaven a automobilka se z velké části musela orientovat na zbrojní výrobu. V květnu 1941 pak s Vondřichem uzavřela smlouvu na funkci „konzulenta“ pro prodej automobilů – zjevně šlo o spíše sociální než pracovněprávní akt, jímž podnik projevil vděk za to, co Vondřich v předchozích čtyřiceti letech pro firmu udělal, než že by ho skutečně potřebovali.
V době uzavření smlouvy už totiž byl Vondřich po nových záchvatech tuberkulózy. Zemřel po dvou letech postupně se zhoršující nemoci, která jej fyzicky zcela vyčerpala.
Motoristický publicista a cestovatel František Alexander Elstner na Vondřichovu počest napsal rozsáhlý nekrolog, který vyšel v časopise AUTO dne 15. 3. 1943.